# Baryphas eupogon
Baryphas eupogon là một loài nhện trong họ Salticidae.
Loài này thuộc chi Baryphas. Baryphas eupogon được Eugène Simon miêu tả năm 1902.